# Rio dei Ferali
Le rio dei Ferali (en vénitien ferai ; canal des lampistes) est un canal de Venise dans le sestiere de San Marco. 

## Toponymie
Les feraleri furent une corporation, chargée de fabriquer des lanternes. Ils vénérèrent Saint-Paul l'ermite à l'église San Zulian.

## Description
Le rio dei Ferali a une longueur d'environ 90 mètres. Il relie le rio del Cappello vers le nord-ouest au confluent des rii dei Scoacamini, dei Bareteri et de San Salvador.

## Pont

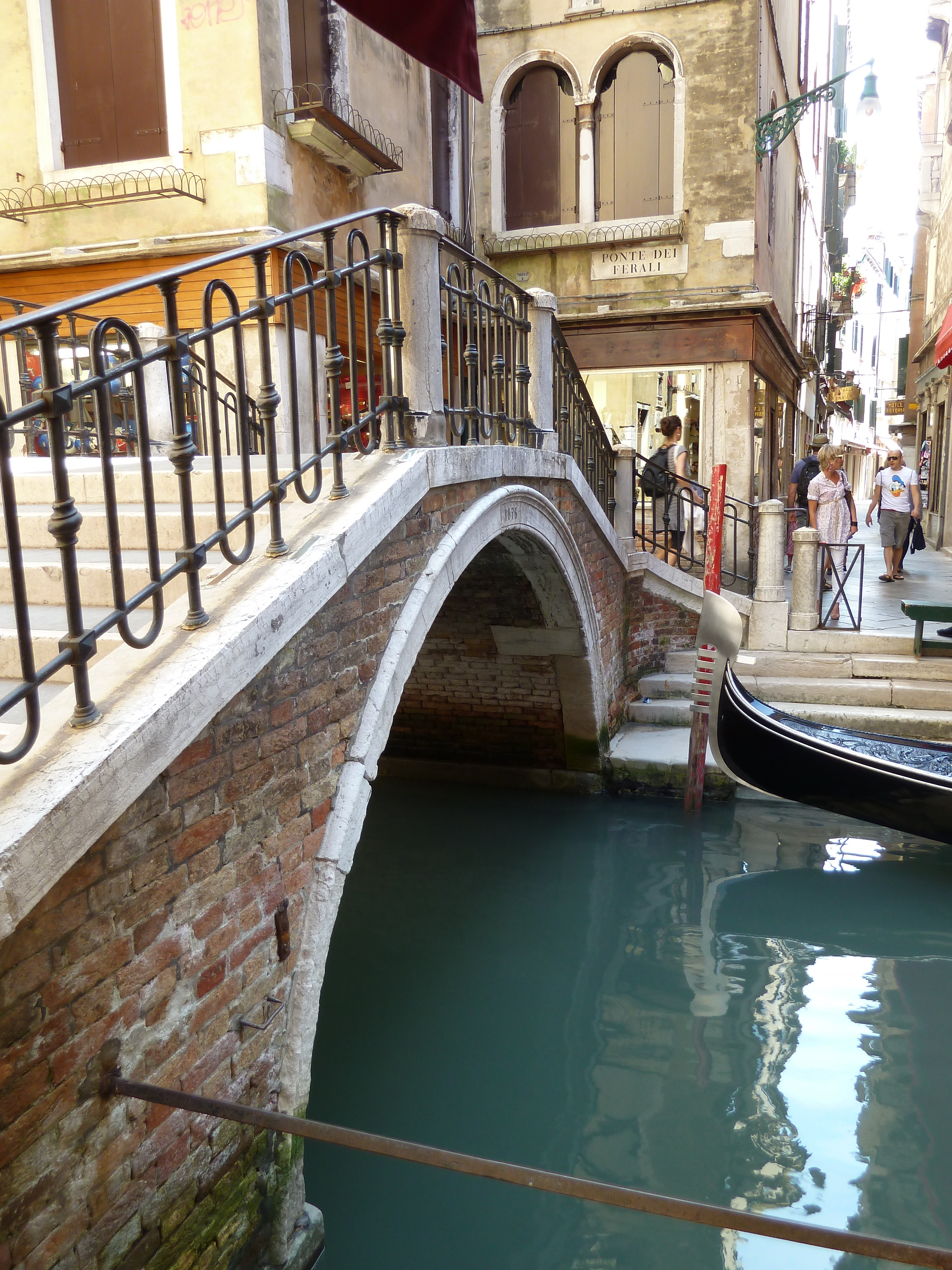
ponte dei Ferai (anciennement degli Armeni pour être proche de leur église) reliant la Calle Fiubera  à la marzaria (merceria) San Zulian